# Grimmel (Patriziergeschlecht)

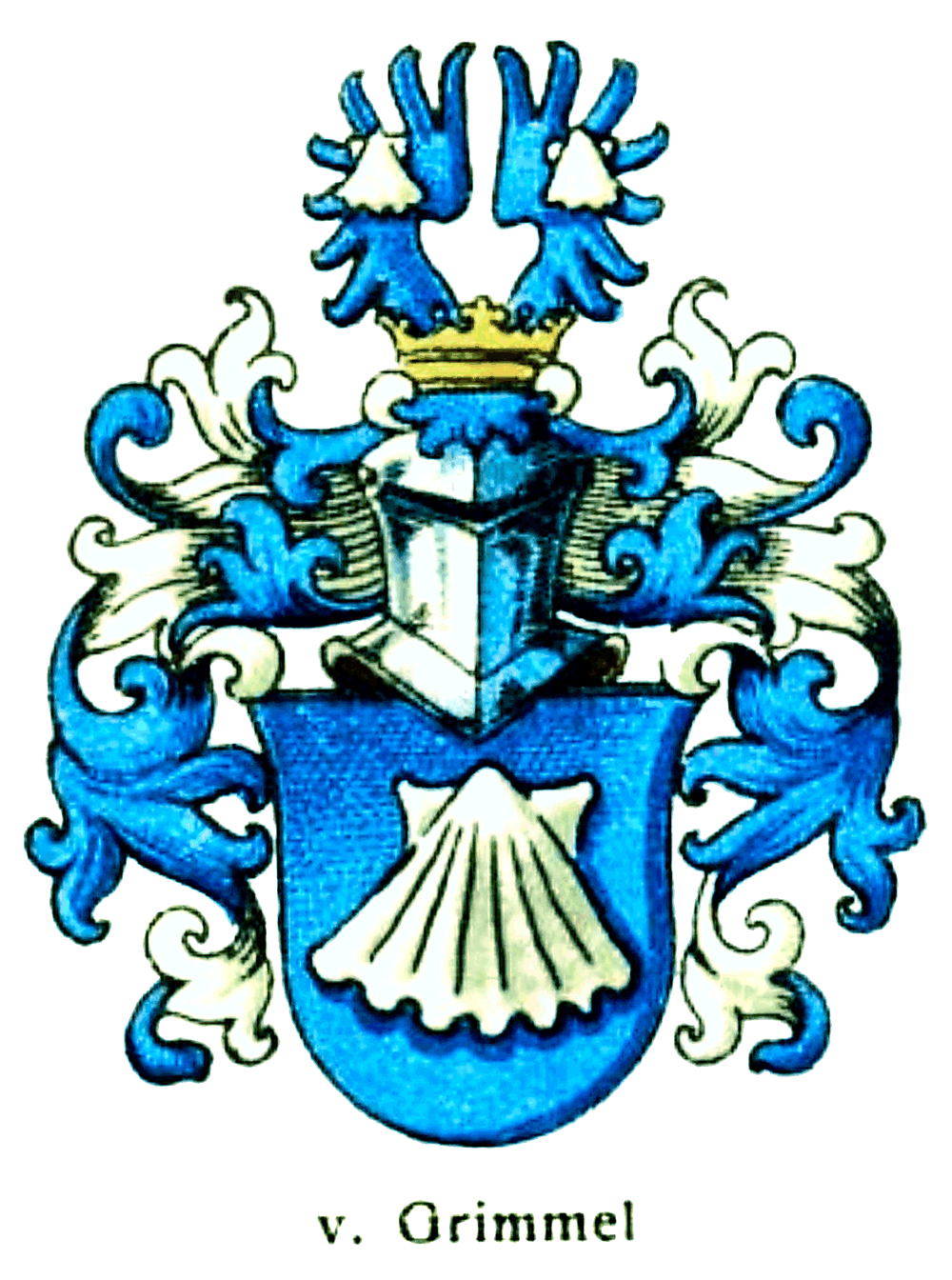
Wappen derer von Grimmel

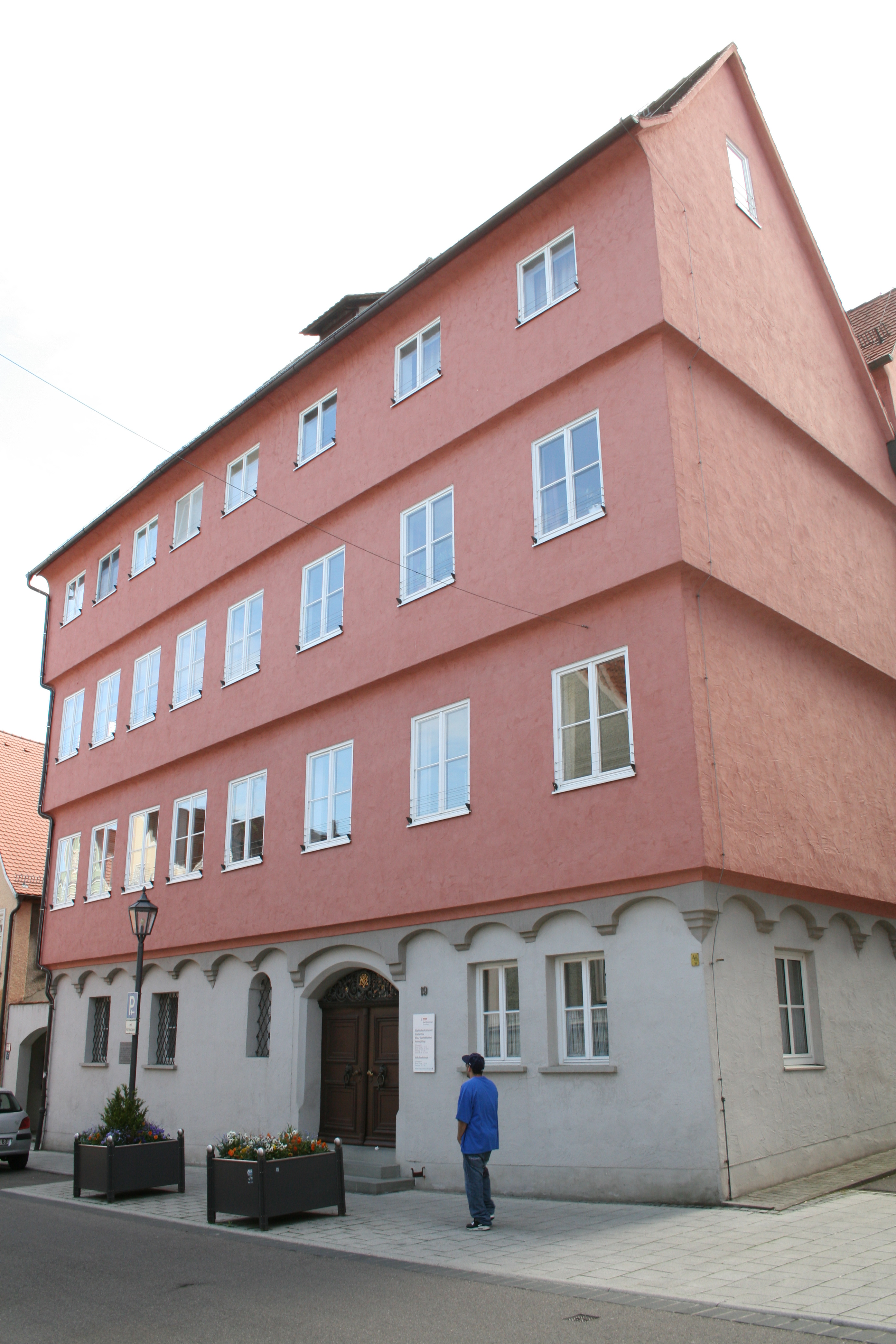
Grimmelhaus in Memmingen

Grimmel ist der Name eines alten Patriziergeschlechts aus der Reichsstadt Memmingen, das 1738 in den rittermäßigen Reichsadelsstand erhoben wurde und 1865 im Mannesstamm erloschen ist. Seit dem 16. Jahrhundert wirkten die Grimmel in Memmingen als Kaufleute, Eisenfabrikanten, Stadträte und Bürgermeister.

## Geschichte
Die Familie stammte ursprünglich aus Konstanz und verbreitete sich von dort nach Lindau, Kempten und Memmingen. Johann Clemens von Zoller zufolge erscheint 1531 als erster Angehöriger in Memmingen Rochus Grimmel als Patrizier. Der Junker David Grimmel heiratete am 25. Mai 1623 Anna Maria Lupin aus einem alten Memminger Patriziergeschlecht und kam somit in den Besitz des sogenannten Grimmelhauses in der Memminger Vorstadt. Im 16. und 17. Jahrhundert stiegen die Grimmel zu Ratsherren auf. Für ihre außerordentliche Verdienste im Messing- und Kupferfabrikbetriebs erhob Kaiser Karl VI. am 28. Juni 1738 den Gerichtsherr zu Memmingen Johann, sowie dessen Bruder Georg Wilhelm Grimmel, beide Inhaber einer Messingfabrik und Kupferhammers, in den rittermäßigen Reichsadelsstand mit der Anrede „von“ und dem „privilegium denominandi“. Johann Elias Grimmel (* 17. November 1703; † 1759), der zeitweise in Wien lebte, arbeitete in den 1730er Jahren in Memmingen als Kunstmaler und starb als Kartograph in Sankt Petersburg. Noch 1813 vertrieb Christoph von Grimmel in der Vorstadt Hausnummer 38 eine Kupfer- und Stahlhandlung. Mit seinem Sohn, dem königlichen Major im 3. Ulanen-Regiment Julius von Grimmel († 4. Juli 1865), der unverheiratet blieb, ist die Familie in Memmingen im Mannesstamm erloschen.
Am 6. Februar 1888 starb in Memmingen mit Luise von Grimmel die letzte gebürtige Namensträgerin, im Alter von 90 Jahren. Ihr Vater Johannes von Grimmel war Mitglied des Gerichts der Reichsstadt Memmingen, später Bürgermeister, auch noch unter der bayerischen Krone. Ihre Mutter war Katharina Elisabeth geb. von Reck aus Venedig, Tochter des Großhändlers und Bankiers Johann Konrad von Reck (1735–1801) aus Wendelstein bei Nürnberg, Besitzers des Palazzo Fontana Rezzonico, der 1787 den Reichsadelsstand erhielt. Katharina Elisabeth von Grimmel geb. von Reck gehörte als Patrizier- und Bürgermeisterswitwe der Memminger Patriziergesellschaft Adeliche Gesellschaft zum goldenen Löwen an. Ihre beiden Brüder Sebastian (* 1776) und Johann Michael (1781–1859), privilegierte Großhändler zu Venedig, hatten sich als Kaufleute in Memmingen ansässig gemacht und wurden zu Freiherren von Reck auf Autenried erhoben.

## Wappen
Im Schild eine silberne Pilgermuschel auf blauem Grund. Auf dem bekrönten Helm mit blau-silbernen Decken ein blauer offener Flug, beiderseits je belegt mit einer Muschel wie im Schild.